# 乞伏如弗
乞伏如弗（？—？），鮮卑乞伏部首領，曾率領乞伏四部自戈壁沙漠以北，南遷至隴西一帶。他部落中的養子托铎莫何之後成為乞伏部可汗。
關於乞伏如弗的文字記錄不多。《魏書》記載他是乞伏國仁的先祖，《晉書》記載他帶領乞伏四部落族人南遷。